# Acura TSX
Acura TSX — легковий передньопривідний середньорозмірний автомобіль преміум класу. Виробляється компанією Acura — північноамериканським відділенням концерну Honda.

## Перше покоління (CL9) (2003—2008)

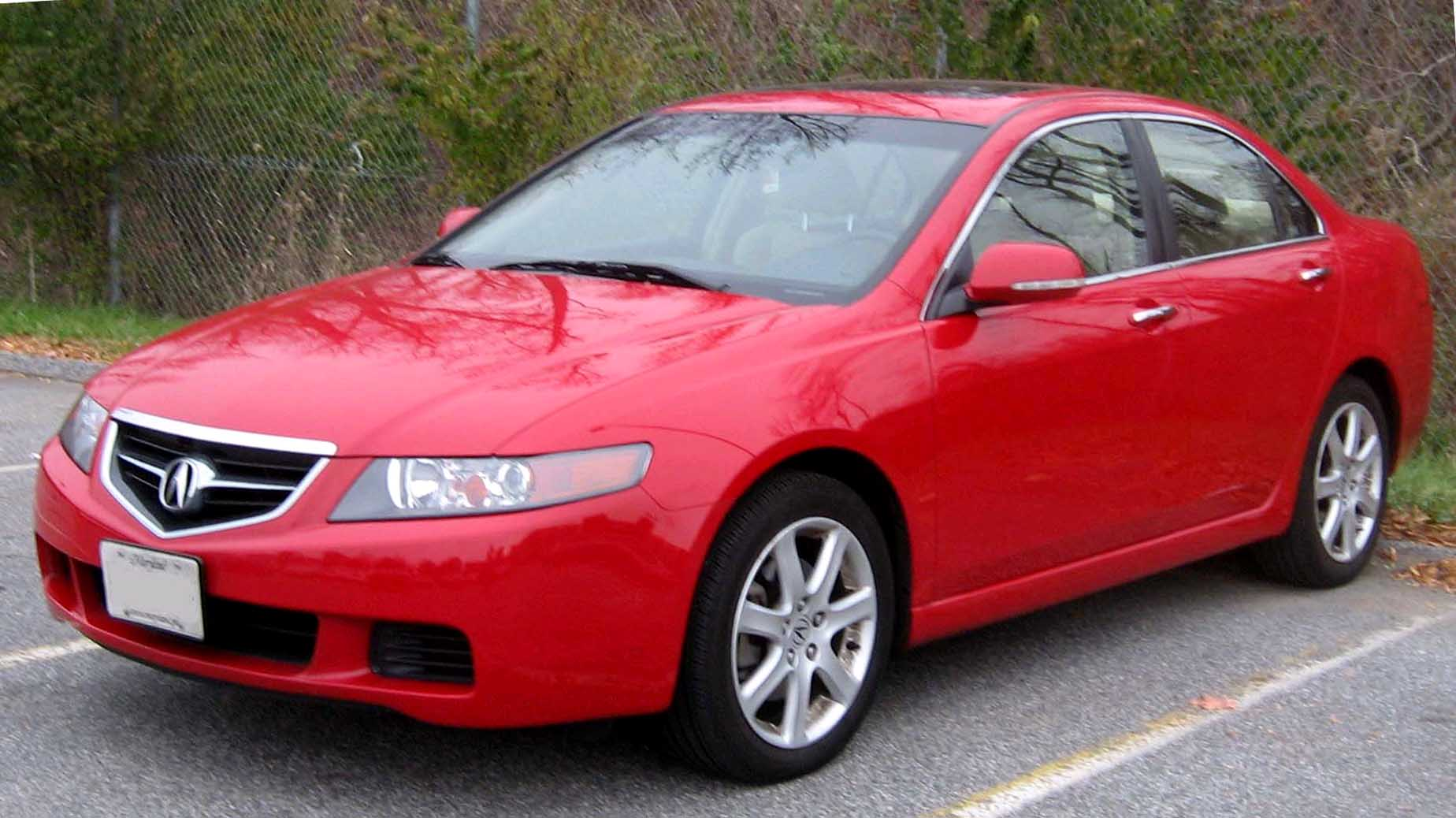
2003-2005 Acura TSX

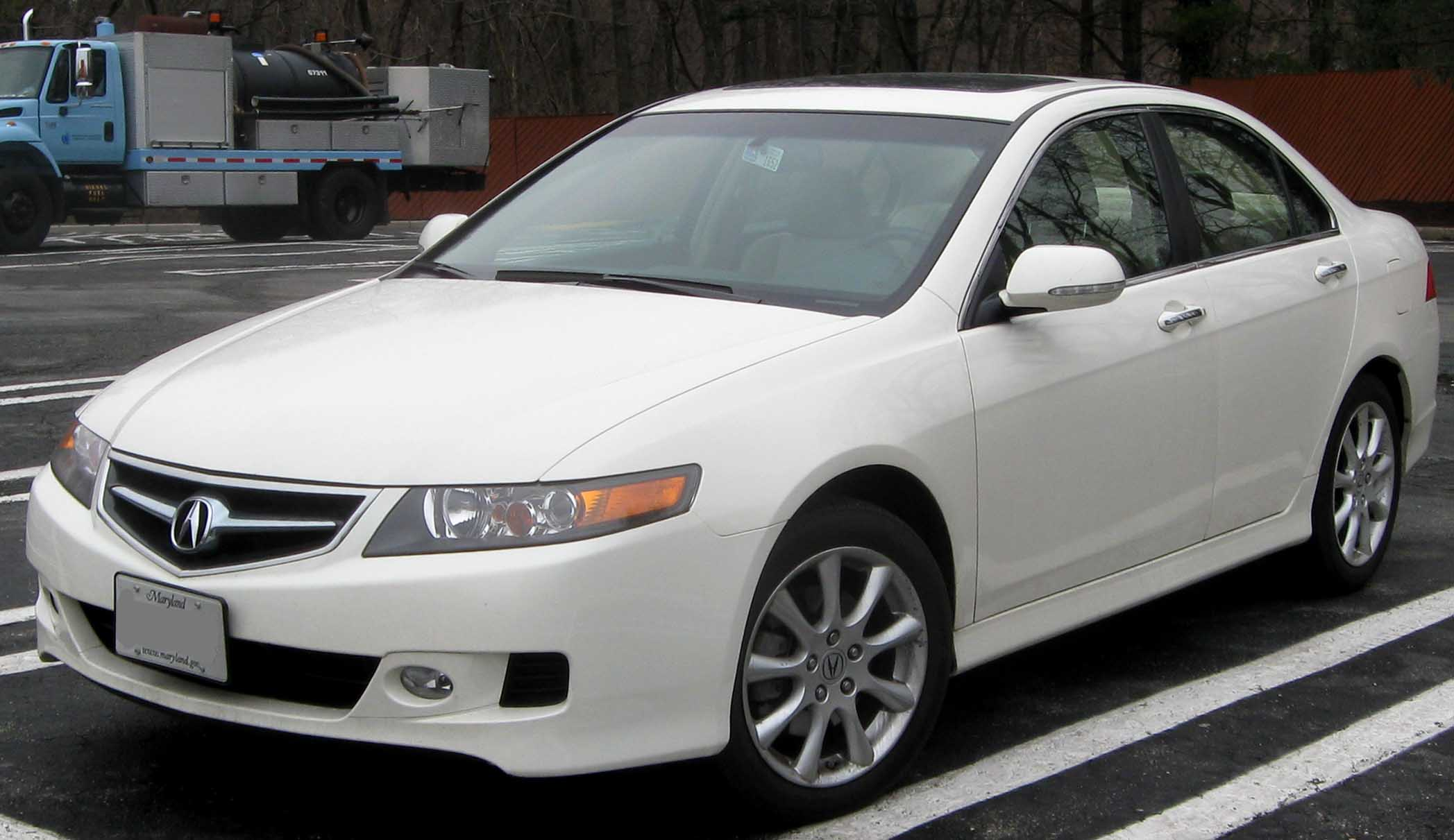
2006-2008 Acura TSX

Шасі та двигун 2.4 дісталися від материнської платформи Honda Accord сьомого покоління для європейського ринку. Двигун був трохи доопрацьований. Були встановлені інші кулачкові механізми, змінена програма керування в ECU. Гальмівна система була замінена і поставлена від японської версії Honda Accord — Euro-R. Салон і приладова панель, також були змінені і взяті від японської моделі Honda Inspire.
У першому поколінні TSX з'явився кузов CL9 (заводське позначення) цей кузов володів дуже яскравим екстер'єром, що і відбилося на продажах.
Машина оснащувалася тільки 2.4 доресталінг (200 к.с.) ресталінг (205 к.с.)літровим бензиновим двигуном.

### Двигун
- 2.4 L (2003—2005)K24A2 I4 200 к.с. (2006—2008)K24A2 I4 205 к.с.

## Друге покоління (CU2) (2009—2014)

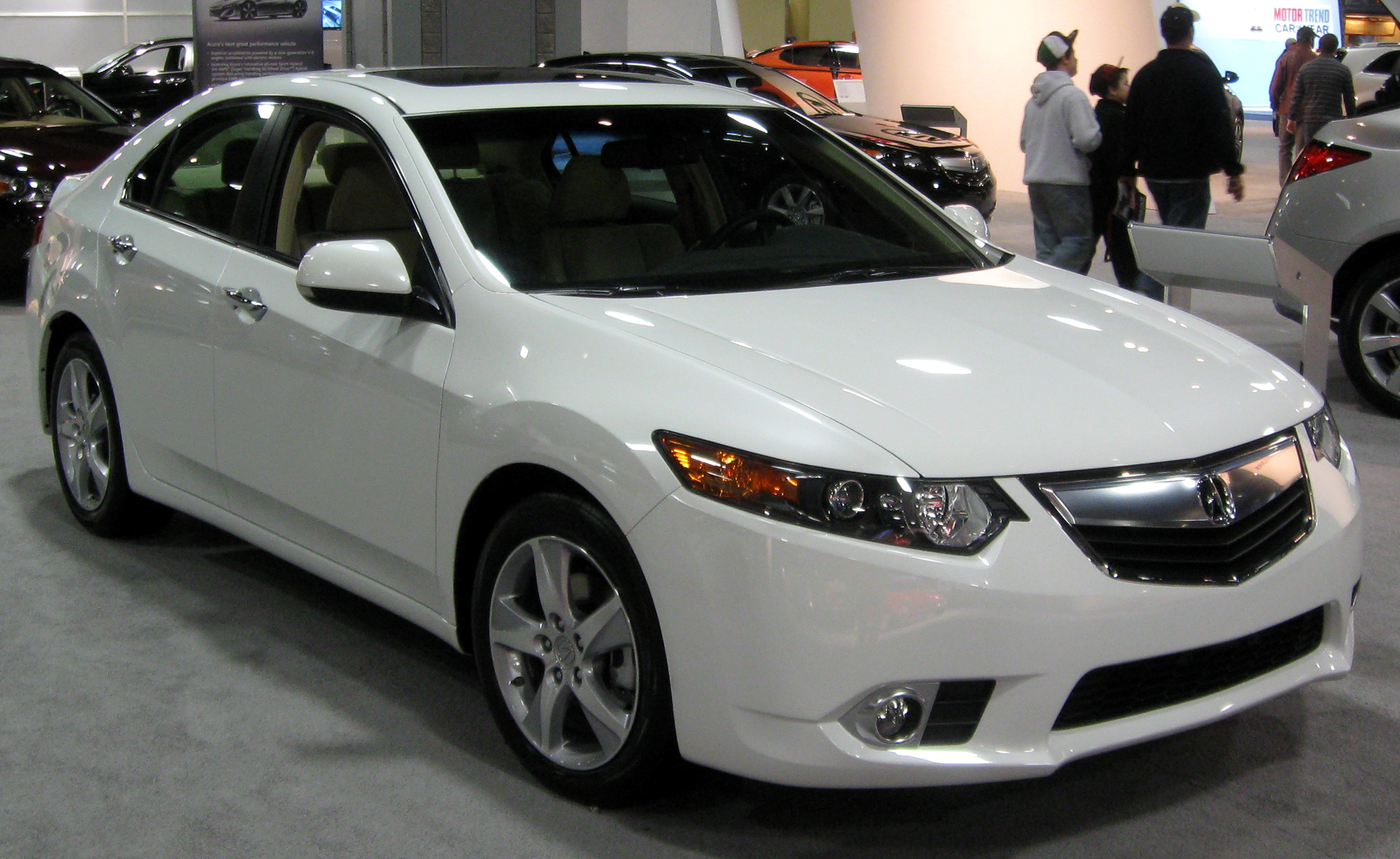
Acura TSX (2011—2014)

Автомобіль збудовано на основі восьмого покоління Honda Accord для європейського ринку. Оснащується 2,4-літровим (201 к.с. при 7000 об./хв., 234 Нм при 4500 об./хв.) бензиновим двигуном, оснащеними системою i-VTEC. Коробки передач-6-ступінчаста механіка і 5-ступінчастий автомат.
У 2010 році стала доступна версія з двигуном 3,5 літра і потужністю 286 к.с.
В 2011 році модель модернізували, змінивши зовнішність, а також представлено версію універсал Acura TSX Wagon.
|  |  |  |

### Двигуни
- 2.4 L K24Z3 I4 201 к.с.
- 3.5 L J35Z6 V6 280 к.с. (2010—2014)

## Продажі в США
| Рік  | Усього |
| ---- | ------ |
| 2003 | 18,932 |
| 2004 | 30,365 |
| 2005 | 34,856 |
| 2006 | 38,035 |
| 2007 | 33,037 |
| 2008 | 31,998 |
| 2009 | 28,650 |